# Leichtathletik-Weltmeisterschaften 1999/Marathon der Frauen

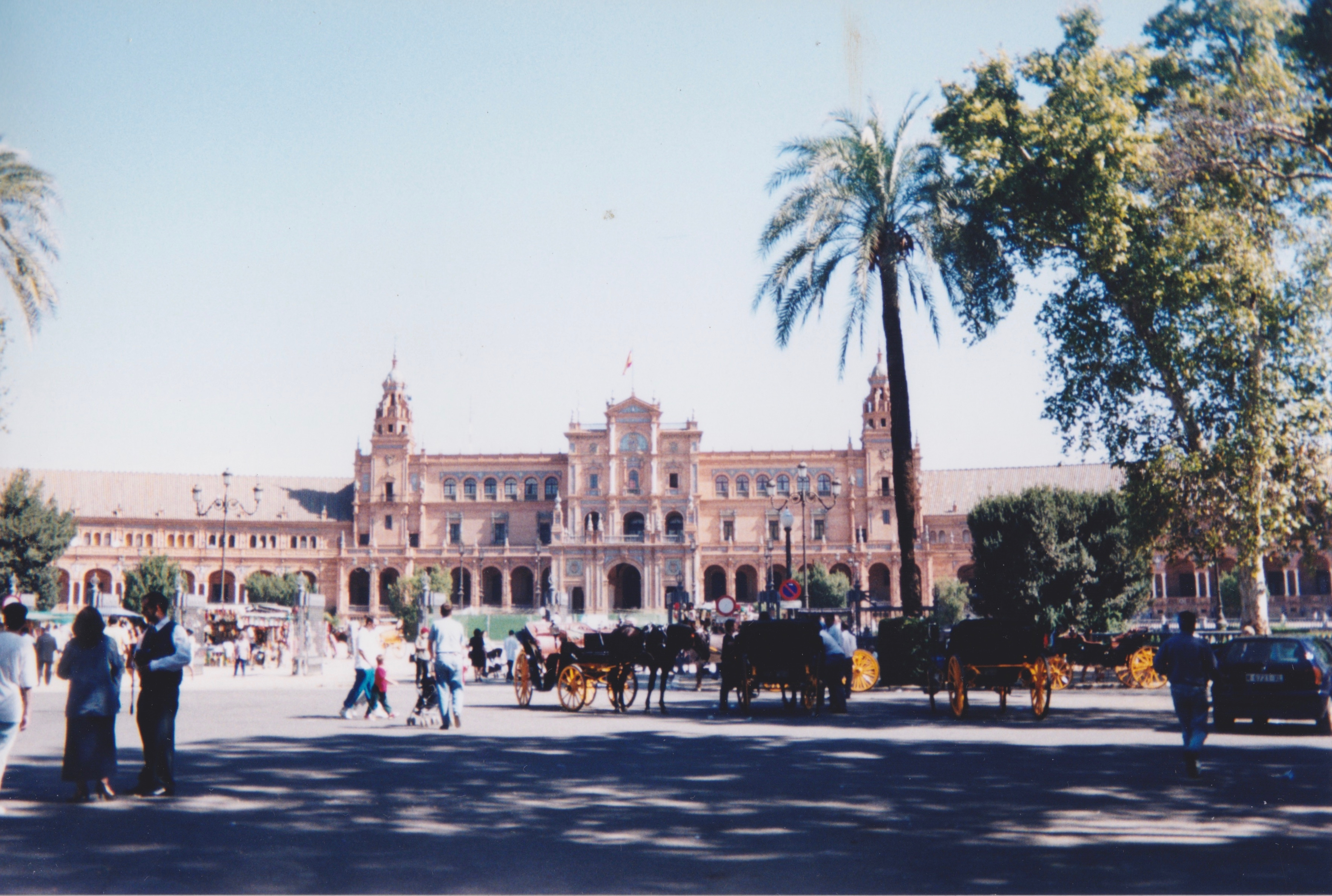
Plaza de España, Sevilla, im Jahr 1999

Der Marathonlauf der Frauen bei den Leichtathletik-Weltmeisterschaften 1999 wurde am 29. August 1999 in den Straßen der spanischen Stadt Sevilla ausgetragen.
Weltmeisterin wurde die Nordkoreanerin Jong Song-ok. Sie gewann vor der Japanerin Ari Ichihashi. Bronze ging wie schon bei den Weltmeisterschaften zwei Jahre zuvor an die Rumänin Lidia Șimon, die 1998 EM-Dritte über 10.000 Meter war.
Wie schon bei den Weltmeisterschaften zuvor gab es eine Teamwertung, den sogenannten Marathon-Cup. Entsprechend hoch war die Teilnehmerzahl. Erlaubt waren fünf Läuferinnen je Nation, von denen für die Wertung die Zeiten der jeweils besten drei addiert wurden. Dieser Wettbewerb zählte allerdings nicht zum offiziellen Medaillenspiegel. Es siegte die Mannschaft aus Japan vor Rumänien und Deutschland.

## Bestehende Bestzeiten / Rekorde
| Weltbestzeit             | 2:20:47 h | Tegla Loroupe | Rotterdam-Marathon, Niederlande | 19. April 1998  |
| Weltmeisterschaftsrekord | 2:25:17 h | Rosa Mota     | WM 1987 in Rom                  | 29. August 1987 |

Anmerkung:
Rekorde wurden damals im Marathonlauf und Straßengehen wegen der unterschiedlichen Streckenbeschaffenheiten mit Ausnahme von Meisterschaftsrekorden nicht geführt.
Der bestehende WM-Rekord wurde bei diesen Weltmeisterschaften nicht eingestellt und nicht verbessert.
Es wurden zwei nationale Bestleistungen aufgestellt.
- 2:26:59 h – Jong Song-ok, Nordkorea
- 2:48:11 h – Gina Coello, Honduras

## Ergebnis

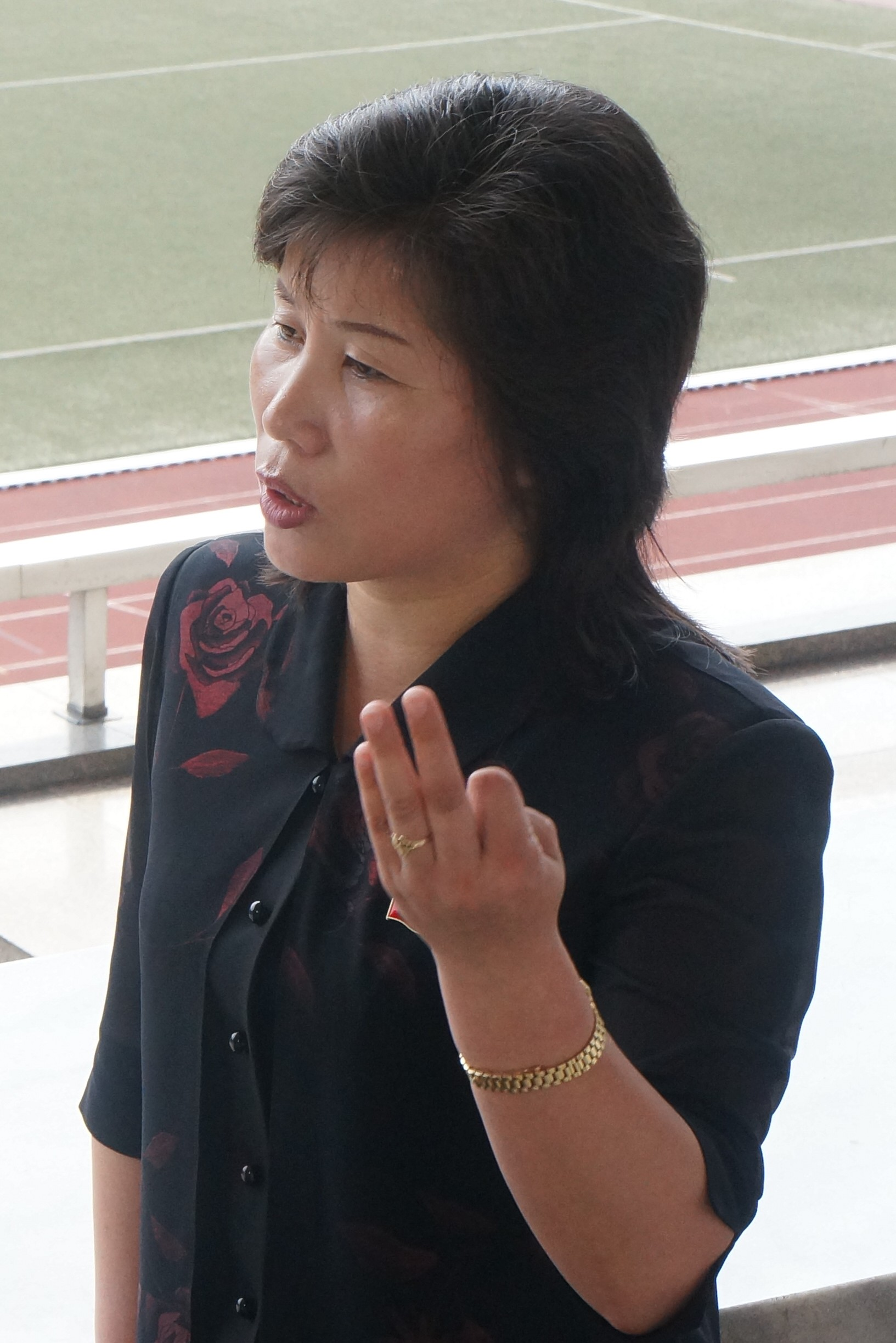
Weltmeisterin Jong Song Ok bei einem Interview im Jahr 2014

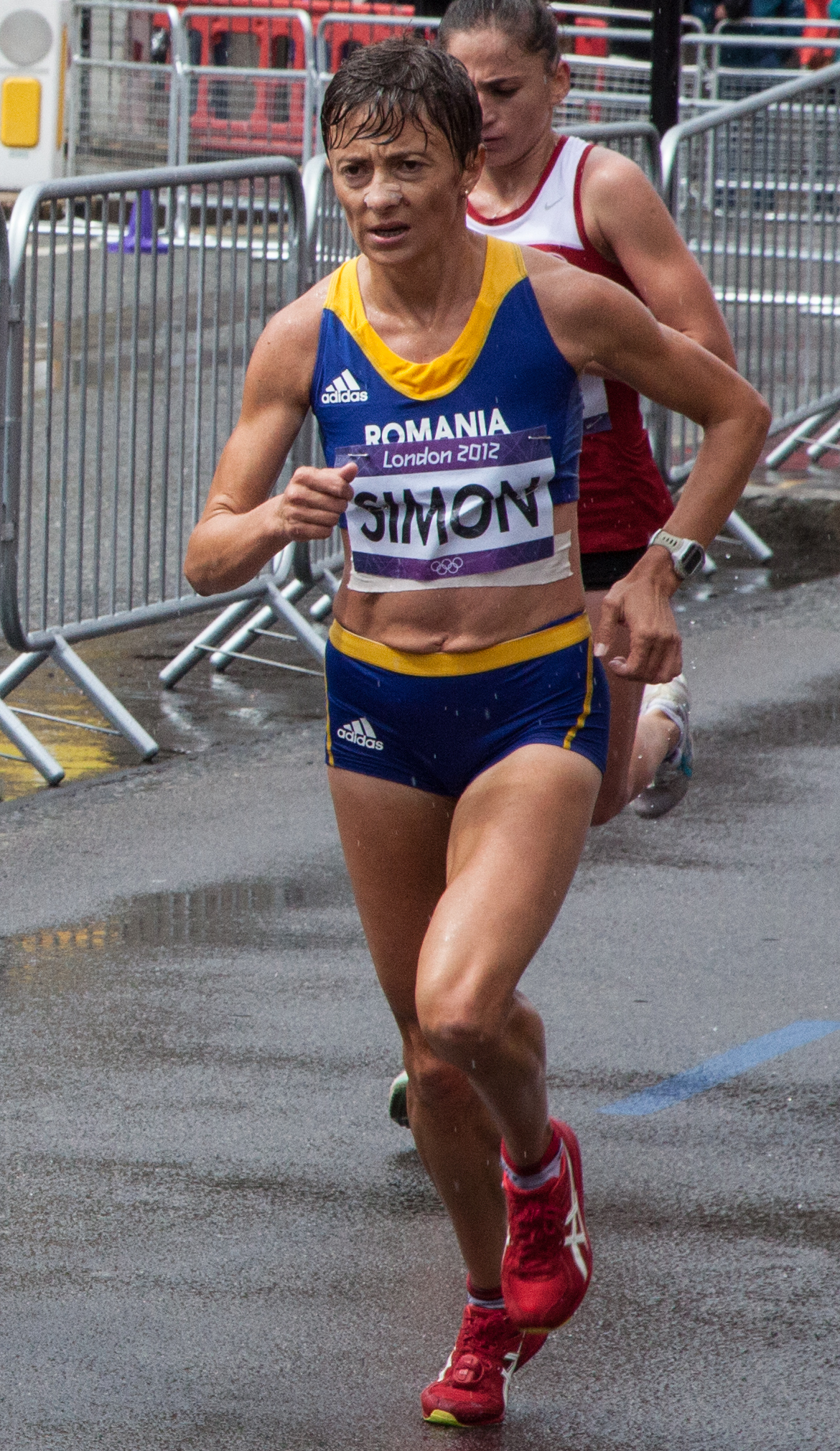
Lidia Șimon gewann wie schon 1997 WM-Bronze – die Zukunft brachte ihr noch zahlreiche hochkarätige Erfolge

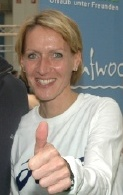
Claudia Dreher kam auf den neunten Platz

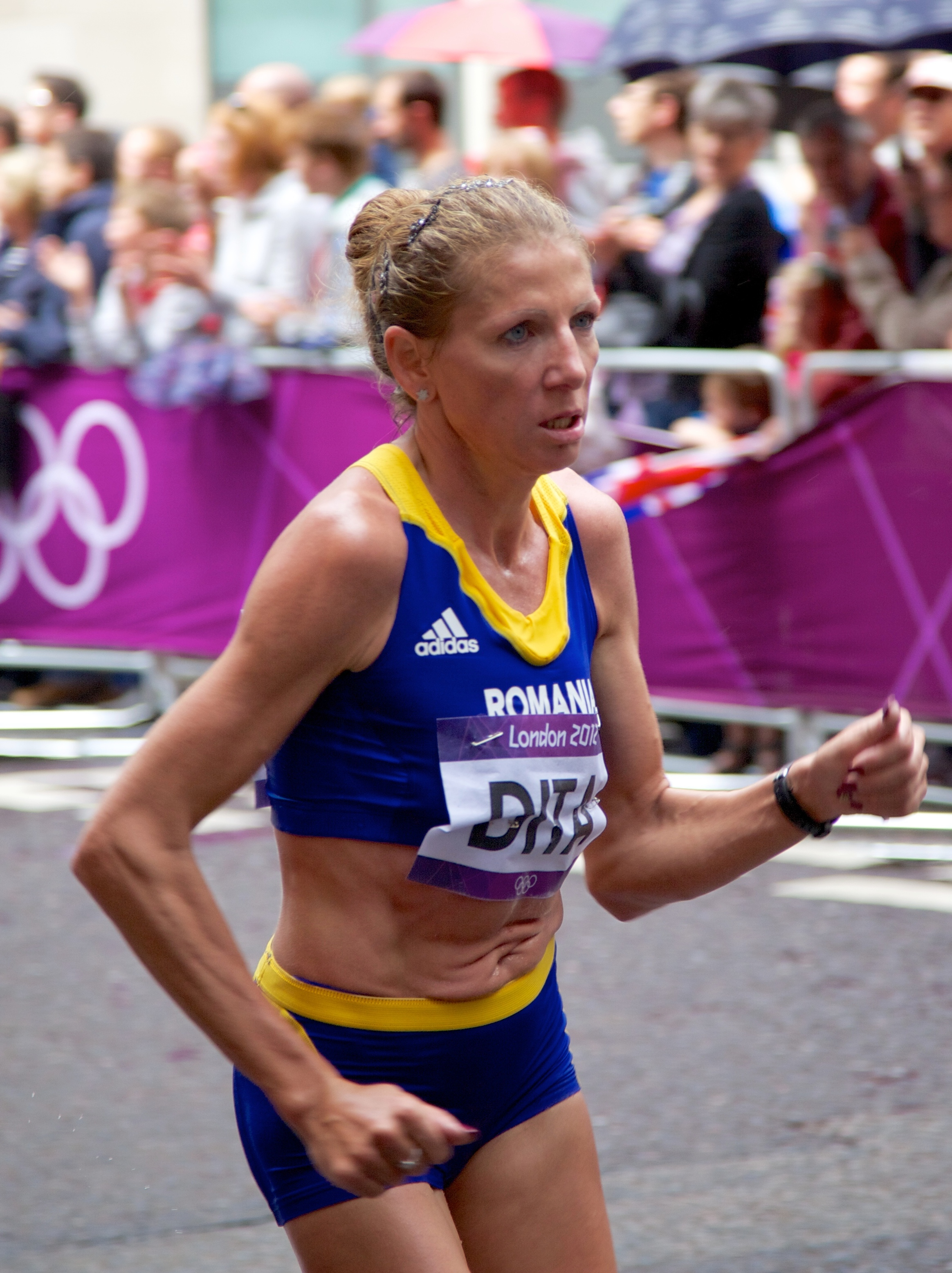
Constantina Diță belegte Rang neunzehn

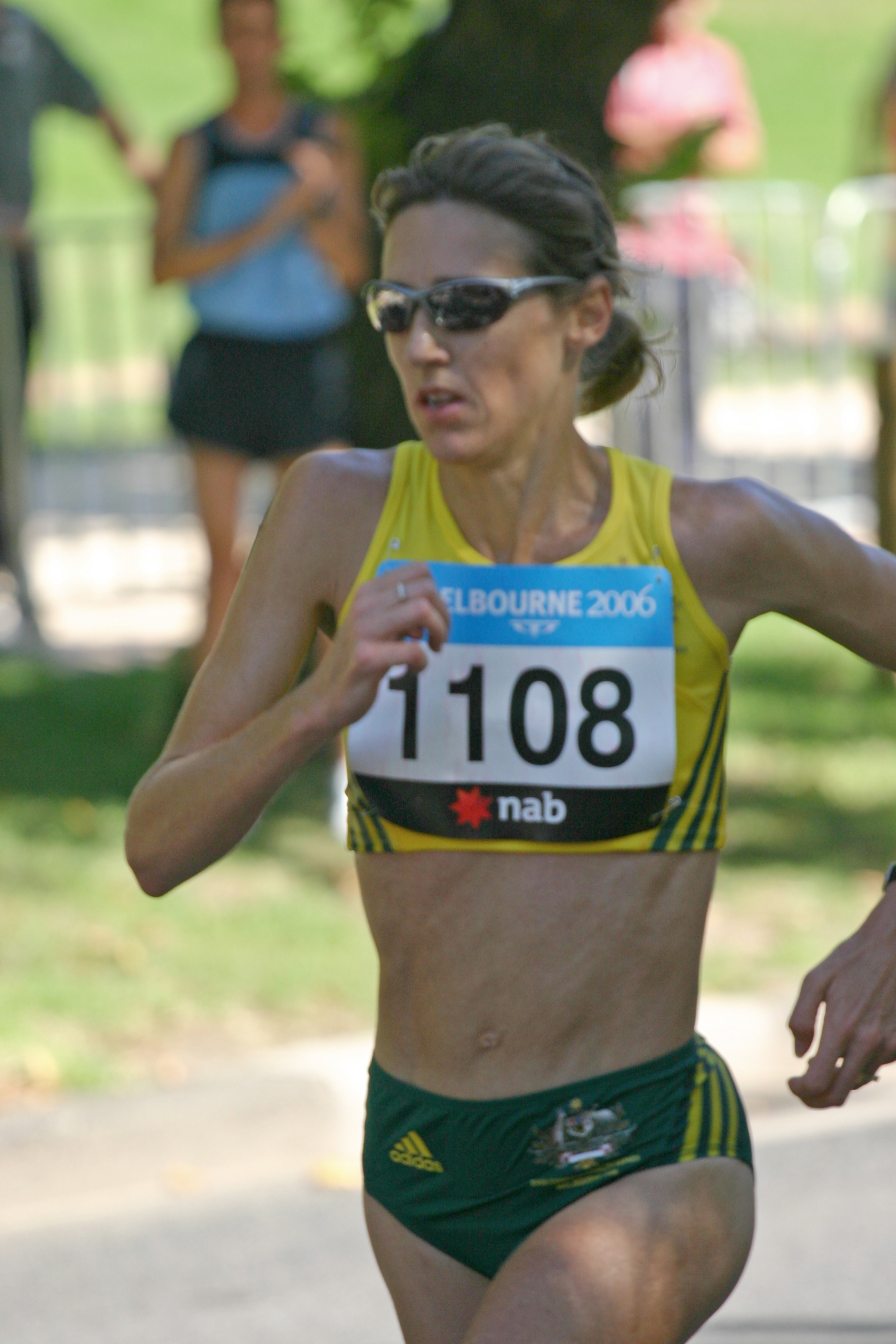
Kerryn McCann wurde 23.

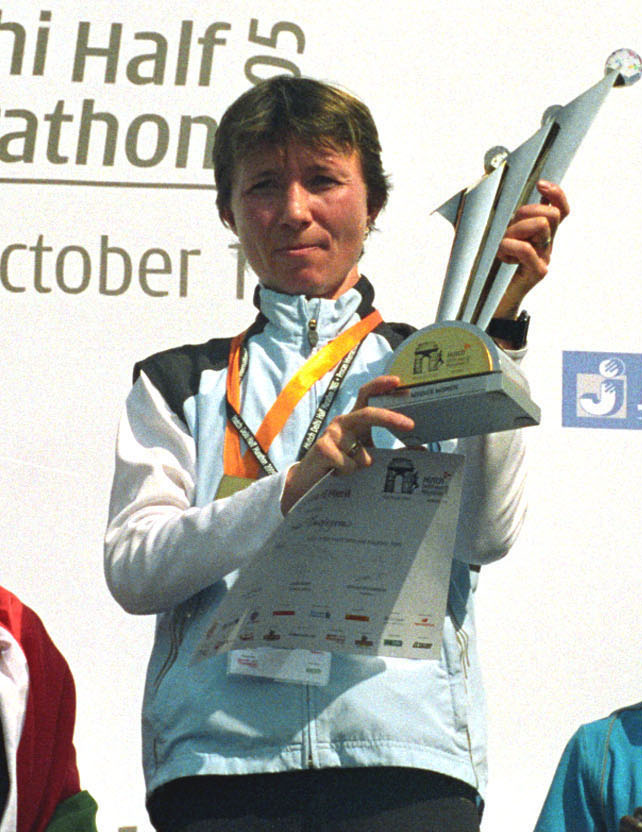
Irina Timofejewa erreichte in diesem Rennen nicht das Ziel

29. August 1999, 9:05 Uhr
| Platz | Athletin                  | Land                | Zeit (h)   |
| ----- | ------------------------- | ------------------- | ---------- |
|       | Jong Song-ok              | Nordkorea           | 2:26:59 NB |
|       | Ari Ichihashi             | Japan               | 2:27:02    |
|       | Lidia Șimon               | Rumänien            | 2:27:41    |
| 04    | Fatuma Roba               | Äthiopien           | 2:28:04    |
| 05    | Elfenesh Alemu            | Äthiopien           | 2:28:52    |
| 06    | Sonja Oberem              | Deutschland         | 2:28:55    |
| 07    | Maria Manuela Machado     | Portugal            | 2:29:11    |
| 08    | Kayoko Obata              | Japan               | 2:29:11    |
| 09    | Claudia Dreher            | Deutschland         | 2:29:22    |
| 10    | Kim Chang-ok              | Nordkorea           | 2:29:26    |
| 11    | Esther Wanjiru Maina      | Kenia               | 2:29:36    |
| 12    | Sun Yingjie               | Volksrepublik China | 2:30:12    |
| 13    | Florina Pană              | Rumänien            | 2:30:28    |
| 14    | Firaja Schdanowa          | Russland            | 2:30:45    |
| 15    | Ana Isabel Alonso         | Spanien             | 2:31:38    |
| 16    | Junko Asari               | Japan               | 2:31:39    |
| 17    | Mayumi Ichikawa           | Japan               | 2:32:01    |
| 18    | Marie Söderström-Lundberg | Schweden            | 2:35:25    |
| 19    | Constantina Diță          | Rumänien            | 2:36:28    |
| 20    | Silvana Trampuz           | Australien          | 2:36:49    |
| 21    | Mónica Pont               | Spanien             | 2:36:57    |
| 22    | Manuela Veith             | Deutschland         | 2:37:24    |
| 23    | Kerryn McCann             | Australien          | 2:38:31    |
| 24    | Anke Laws                 | Deutschland         | 2:38:57    |
| 25    | Alina Gherasim            | Rumänien            | 2:39:29    |
| 26    | Gadissie Edatto           | Äthiopien           | 2:40:03    |
| 27    | Elizabeth Mongudhi        | Namibia             | 2:40:07    |
| 28    | Angelines Rodríguez       | Spanien             | 2:40:10    |
| 29    | Sinaida Semjonowa         | Russland            | 2:41:33    |
| 30    | Jane Salumäe              | Estland             | 2:41:50    |
| 31    | Fátima Silva              | Portugal            | 2:42:55    |
| 32    | Marie Boyd                | USA                 | 2:44:16    |
| 33    | Maria Luisa Muñoz         | Spanien             | 2:45:00    |
| 34    | Lete Yesus Berehe         | Äthiopien           | 2:45:28    |
| 35    | Maria Trujillo            | USA                 | 2:46:36    |
| 36    | Mary Lynn Currier         | USA                 | 2:48:05    |
| 37    | Mimi Corcoran             | USA                 | 2:49:21    |
| 38    | Cindy Keeler              | USA                 | 2:53:04    |
| 39    | Sarah Mahlangu            | Südafrika           | 2:54:12    |
| 40    | Anna Markelova            | Turkmenistan        | 2:58:04    |
| 41    | Gina Coello               | Honduras            | 2:58:11 NB |
| 42    | Gulsara Dodobojewa        | Tadschikistan       | 3:23:01    |
| DNF   | Anuța Cătună              | Rumänien            |            |
| DNF   | Yelena Gundelakh          | Russland            |            |
| DNF   | Nicole Carroll            | Australien          |            |
| DNF   | Maria Polizou             | Griechenland        |            |
| DNF   | Elizabeth McCaul          | Südafrika           |            |
| DNF   | Abeba Tola                | Äthiopien           |            |
| DNF   | Christine Mallo           | Frankreich          |            |
| DNF   | Heather Turland           | Australien          |            |
| DNF   | Irina Timofejewa          | Russland            |            |
| DNS   | Franca Fiacconi           | Italien             |            |
| DNS   | Colleen De Reuck          | Südafrika           |            |
| DNS   | Naoko Takahashi           | Japan               |            |

## Marathon-Cup
| Platz | Land        | Athletinnen                                       | Zeit (h) |
| ----- | ----------- | ------------------------------------------------- | -------- |
| 1     | Japan       | Ari Ichihashi Kayoko Obata Junko Asari            | 7:27:52  |
| 2     | Rumänien    | Lidia Șimon Florina Pană Constantina Diță         | 7:34:37  |
| 3     | Deutschland | Sonja Krolik Claudia Dreher Manuela Veith         | 7:45:41  |
| 4     | Äthiopien   | Fatuma Roba Elfenesh Alemu Gadissie Edatto        | 7:36:59  |
| 5     | Spanien     | Ana Isabel Alonso Mónica Pont Angelines Rodríguez | 7:48:45  |
| 6     | USA         | Marie Boyd Maria Trujillo Mary Lynn Currier       | 8:18:57  |